# برايان كولب
برايان كولب (بالإنجليزية: Brian Kolb)‏ هو سياسي أمريكي، ولد في 14 أغسطس 1952 في روتشستر في الولايات المتحدة. حزبياً، نشط في الحزب الجمهوري. وقد اُنتُخِب عضواً في جمعية ولاية نيويورك.

## وصلات خارجية
- الموقع الرسمي